# Actinote leucomelas
Actinote leucomelas är en fjärilsart som beskrevs av Bates 1864. Actinote leucomelas ingår i släktet Actinote och familjen praktfjärilar. Inga underarter finns listade i Catalogue of Life.